# 바이에른 산록지대

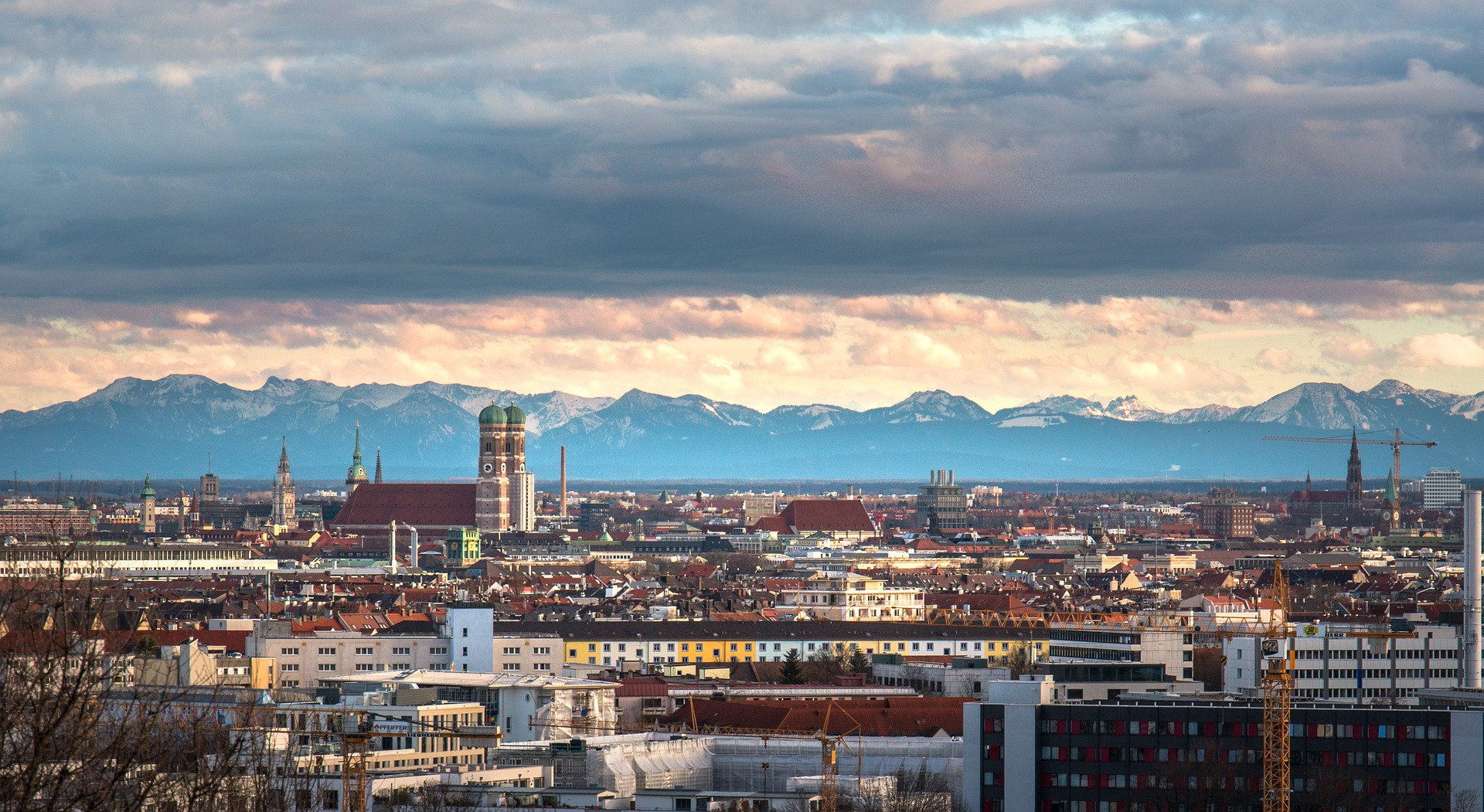
뮌헨의 전경. 스카이라인에 멀리 바이에른 알프스가 가득 차있다.

바이에른 산록지대(독일어: Bayerisches Alpenvorland 바이에리셰스 알펜포를란트[*])는 남독일 지역의 삼각형 고원지대다. 알프스 산록지대의 독일 부분이라고 할 수 있다. 콘스탄체호에서 서로는 린츠에 닿고, 다뉴브강이 동쪽과 북쪽, 바이에른 알프스가 남쪽 경계를 이룬다.
북독일 평원지대와 중앙고지대와 함께 독일의 3대 자연환경을 이룬다.

## 같이 보기
- 크라스